# Palm Harbor Open 1980
Il Palm Harbor Open 1980 è stato un torneo di tennis giocato sul cemento. È stata la 1ª edizione del Palm Harbor Open, che fa parte del Volvo Grand Prix 1980. Si è giocato a Palm Harbor negli Stati Uniti, dal 31 marzo al 6 aprile 1980.

## Campioni

### Singolare
Paul McNamee ha battuto in finale  Stan Smith con il punteggio di 6–4 6–3

### Doppio
Paul Kronk /  Paul McNamee hanno battuto in finale  Steve Docherty /  John James con il punteggio di 6–4, 7–5